# 초합금
초합금(超合金, Superalloy)은 녹는점 근처에서 높은 성능이 유지되는 합금이다. 즉, 녹는점의 높은 부분에서 작동할 수 있는 능력을 갖춘 합금이다. 초합금의 주요 특성에는 기계적 강도, 열 크리프 변형 저항, 표면 안정성, 부식 및 산화 저항이 포함된다.
결정 구조는 일반적으로 FCC(등축정계) 오스테나이트이다.
초합금 개발은 화학적 및 공정 혁신에 의존한다. 초합금은 감마 프라임 및 탄화물과 같은 2차 상 석출물로부터 고용 강화 및 석출 강화를 통해 고온 강도를 발현한다. 산화 또는 내식성은 알루미늄 및 크롬과 같은 원소에 의해 제공된다. 초합금은 결정립계를 제거하기 위해 단결정으로 주조되는 경우가 많다. 이는 크리프 저항성을 감소시킨다(비록 저온에서 강도를 제공할 수 있음에도 불구하고).
이러한 합금의 주요 응용 분야는 항공우주 및 해양 터빈 엔진이다. 크리프는 일반적으로 가스 터빈 블레이드의 수명을 제한하는 요소이다.
초합금은 매우 높은 온도의 엔지니어링 기술을 가능하게 했다.